# 小行星3781
小行星3781（3781 Dufek）是一颗绕太阳运转的小行星，为主小行星带小行星。该小行星于1986年9月2日发现。

## 轨道参数
小行星3781的轨道半长轴为2.8447836 UA，离心率为0.074。